# 東條英利
東條 英利（東条 英利、とうじょう ひでとし、1972年〈昭和47年〉10月2日 - ）は、日本の評論家、実業家。神社、神道を専門とする。埼玉県坂戸市出身。

## 家系
曾祖父は第40代内閣総理大臣の東條英機。曾祖母は東條かつ子。高祖父は東條英教。高祖母は東條千歳。東條輝雄、東條敏夫は大叔父（祖父・英隆の弟）。東條満喜枝は大叔母（祖父・英隆の妹）。東條由布子は叔母（父・英勝の妹）。

## 経歴
埼玉県立和光国際高等学校、駒澤大学文学部国文学科卒業。卒論論文の題は「芥川龍之介論　生と死」。1997年ベルーナに入社し、2000年より香港の海外駐在員となる。2004年に帰国後、ソリトンシステムズに転職し、インターネットの知識を学び独立を目指す。2006年に社会事業コンサルタントとして独立。2008年に神社人を起案。1万社以上の神社情報を自らが編集。神社の情報・写真を収集するために3千社以上の神社を訪れる。

## 一般社団法人国際教養振興協会
2013年6月19日、一般社団法人国際教養振興協会を設立し代表理事に就任。同法人は、理事会・監事設置法人であり、代表理事を含め理事9名、監事1名で構成されている。

## 人物
東條英機の曾孫。小学校4年生の頃に、母に連れられて東京裁判の映画を観に行ったことから、自身が東條の末裔であるということを意識するようになる。小学校では東條を知る定年間際の教師に姓を揶揄されるなど、負のイメージを抱いていた。しかし、仕事で海外に滞在することでこの考えにピリオドを打ったという。

## 著書
- 『日本人の証明』（ISBN 978-4054053618）
- 『神社の基本』（ISBN 978-4777926190）
- 『神社ツーリズム』（ISBN 978-4594069186）
- 『マンガでわかる日本の神様』（ISBN 978-4416717110）
- 『成功している人が訪れる日本の神社100選』 （ISBN 978-4800293947）